# Treene
Treene – rzeka w północnych Niemczech, w Szlezwiku-Holsztynie, dopływ rzeki Eider. Długość rzeki wynosi 90 km.
Źródło rzeki znajduje się na terenie gminy Ahneby, na półwyspie Angeln, na południowy wschód od Flensburga. Rzeka płynie w kierunku południowo-zachodnim, przepływa przez miejscowości Oeversee, Tarp, Eggebek, Langstedt, Treia, Hollingstedt, Schwabstedt i Friedrichstadt. Za tym ostatnim uchodzi do Eider.
Od 1570 roku ujście rzeki regulowane jest przez śluzy.